# Beberan (Ciruas)
Beberan is een bestuurslaag in het regentschap Serang van de provincie Banten, Indonesië. Beberan telt 3359 inwoners (volkstelling 2010).